# Samuel Colt
Samuel Colt (19. července 1814 – 10. ledna 1862) byl americký vynálezce a průmyslník. Založil Colt's Patent Fire-Arms Manufacturing Company (nyní známá jako Colt’s Manufacturing Company), přičinil se o rozšíření a zpopularizování revolveru.

## Mládí
Samuel Colt se narodil v Hartfordu, ve státě Connecticut. Otec Christopher Colt, původně farmář, po přestěhování do Hartfordu změnil povolání a začal podnikat. Matka Sarah Coltová rozená Caldwellová zemřela, když bylo Samuelovi necelých sedm let. Christopher Colt se dva roky poté znovu oženil s Olive Sargeantovou.
Samuel Colt měl osm sourozenců; pět bratrů a tři sestry.
V 11 letech byl dán do učení na farmu v Glastonbury. Zde pracoval a chodil do školy, kde mu bylo poskytnuto všeobecné vzdělání. Mnohem raději než Bibli studoval mladý Colt vědeckou encyklopedii. Při čtení této encyklopedie zjistil, že věci, které považoval za nemožné byly vynalezeny a fungují. Později, po vyslechnutí vojáků, kteří mluvili o úspěchu dvouranné pušky a nemožnosti sestrojit zbraň, která by mohla střílet pětkrát nebo šestkrát, Colt rozhodl, že bude vynálezcem a vytvoří "neuskutečnitelnou zbraň".
V roce 1829 začal Colt pracovat v otcově textilní továrně ve městě Ware v Massachusetts, kde měl přístup k nástrojům, materiálům a zkušenostem továrních dělníků. V roce 1832 jej otec poslal na moře, učit se námořnické řemeslo. Colt později řekl, že k vynálezu revolveru jej inspiroval vrátek, rotační zařízení na navíjení lan, během jeho první plavby. Na této cestě vytvořil dřevěný model revolveru.
Po návratu do Spojených států v roce 1832, šel pracovat zpátky pro svého otce, který zaplatil výrobu dvou revolverů. Tyto zbraně se ukázaly být nekvalitní, protože Christopher Colt nevěřil synovu nápadu a zbraně nechal vyrobit co nejlevněji. Jedna ze zbraní při výstřelu praskla, druhá nestřílela vůbec. V roce 1832, ve věku 18 let, požádal Samuel Colt o patent na svůj revolver a prohlásil, že se brzy vrátí s funkčním modelem.

## Počátky výroby

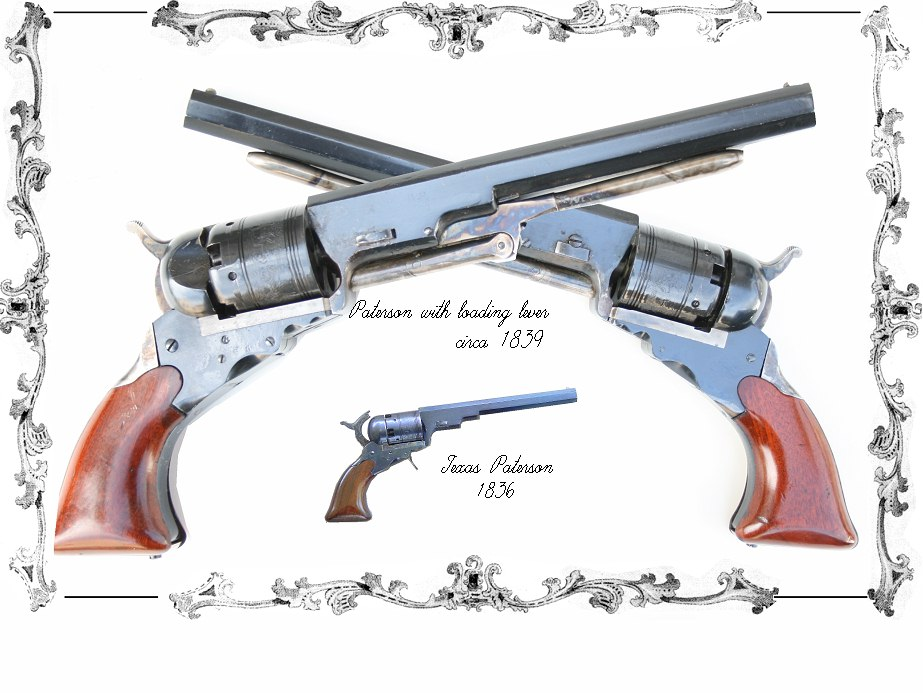
Revolvery Colt Paterson

V roce 1835 Colt odcestoval do Anglie, po stopách bostonského vynálezce Elishy H. Colliera, aby získal jeho patent z roku 1818 na tzv. revolving flintlock, což se mu nakonec podařilo. Poté odjel do Francie, kde propagoval svůj revolver.
Po návratu do Spojených států založil továrnu na výrobu zbraní v Patersonu ve státě New Jersey a požádal o patent na zbraň s otáčivým válcem, ten mu byl udělen 25. února 1836.
Díky tomuto patentu mohl Samuel Colt začít vyrábět své první revolvery nazvané Colt Paterson
Colt nikdy netvrdil, že vynalezl revolver. Jeho konstrukce byla praktičtější adaptace Collierova systému revolving flintlock, který byl patentován v Anglii a dosáhl zde velké popularity.

## Počáteční problémy
Colt se rozhodl předvádět své zbraně lidem v koloniálech, tato strategie však nebyla příliš úspěšná. Samuel Colt se proto vydal do Washingtonu, D.C. představit svůj revolver prezidentovi Andrew Jacksonovi. Jackson svolil k prezentaci revolveru pro armádu.
První armádní zakázku na revolvery a nové pušky s otáčivým válcem získal díky pokračující válce proti indiánům na Floridě. Vojáci si novou zbraň zamilovali. Coltovy revolvery však nešly příliš na odbyt a proto byl donucen továrnu v Patersonu zavřít.

## Rozšíření revolverů
Mnoho mužů mělo Coltovy revolvery ještě z floridské války, proto v roce 1847 objednal kapitán Texas Rangers Samuel H. Walker 1 000 nových revolverů značky Colt určených do mexicko-americké války.
Takto velká objednávka znovu umožnila Coltovi vyrábět zbraně. Společně s kapitánem Walkerem vytvořili nový vylepšený model a nechali jej vyrobit v tisícikusové sérii, záhy přišla objednávka na další tisíc revolverů. Samuel Colt si vzal 10 dolarový podíl za každou vyrobenou zbraň a založil Colt's Patent Fire-Arms Manufacturing Company v Hartfordu ve státě Connecticut. Jeho revolvery si získaly takovou oblibu, že se jméno Colt stalo synonymem pro revolver. Kalifornská zlatá horečka a expanze na západ přinesla takovou poptávku po zbraních, že mohl Colt svůj závod v Hartfordu rozšířit.
Díky patentu na zbraň s otáčivým válcem si Colt vybudoval monopol a rozhodl se začít prodávat revolvery i v Evropě.

## Pozdější léta

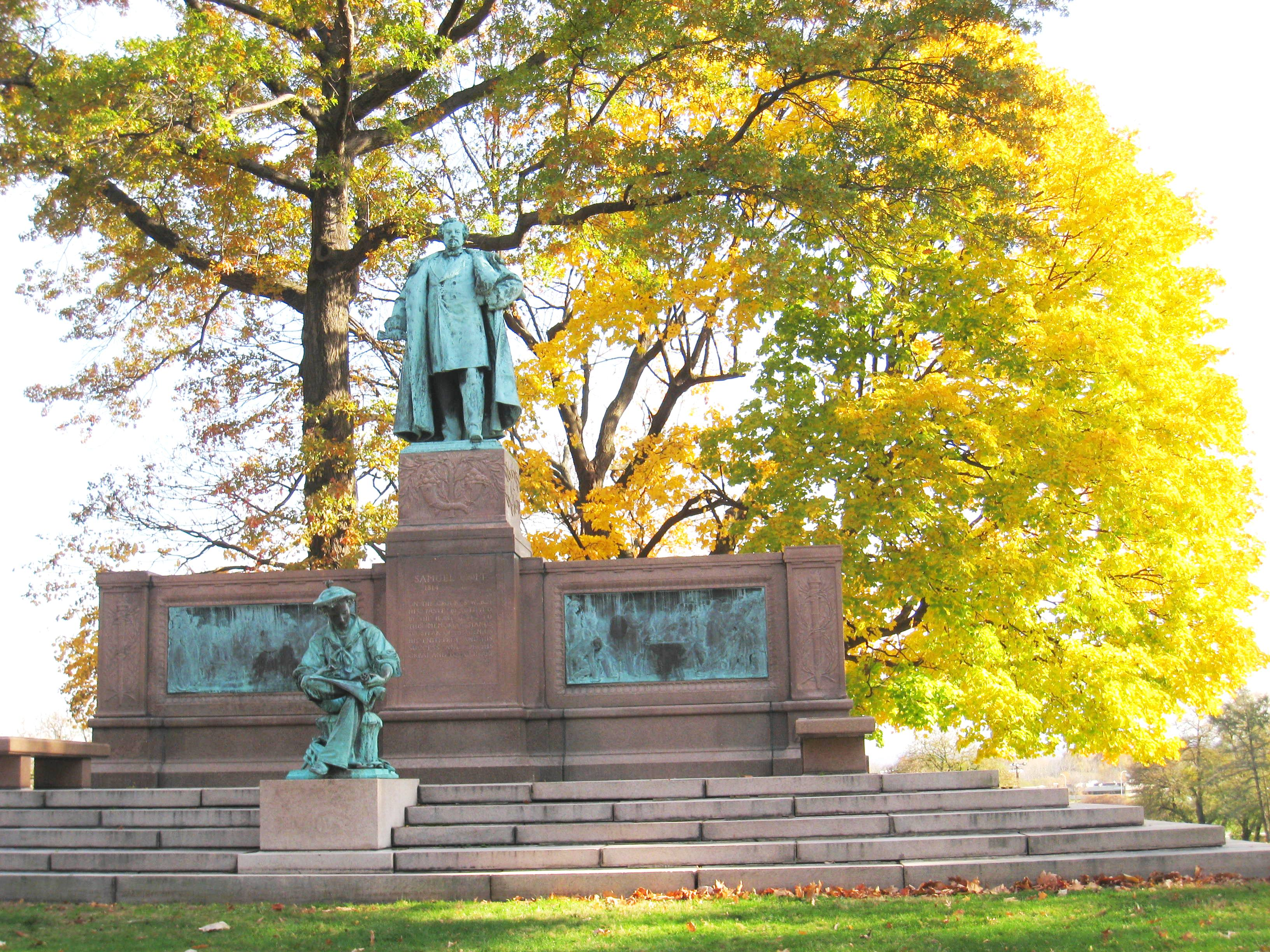
Památník Samuela Colta v Hartfordu

Colt později koupil velký pozemek vedle řeky Connecticut, kde postavil velkou továrnu s názvem Coltova zbrojovka, zámek Armsmear a domy pro zaměstnance. Ustanovil desetihodinové pracovní směny a zavedl hodinovou přestávku na oběd.
5. června 1856 si Colt vzal Elizabeth Jarvisovou, dceru reverenda Williama Jarvise.
Po vypuknutí americké občanské války, nastoupil Colt do armády a 16. března 1861 se stal plukovníkem za stát Connecticut. Nicméně jeho jednotka se nikdy nedostala do boje a 20. června 1861 z armády odešel.
Samuel Colt zemřel v Hartfordu v roce 1862 a byl pohřben na hřbitově Cedar Hill. Hodnota jeho majetku byla odhadována na 15 000 000 dolarů.

## Muži pokroku

Christian Schussele: Muži pokroku (Men of Progress), olej na plátně, 128,3×190,5 cm, 1862

Roku 1862 namaloval Christian Schussele olejomalbu na plátně Muži pokroku (Men of Progress) velkou 128.3×190.5 cm, na které zpodobnil velké muže svého věku: William Thomas Green Morton, James Bogardus, Samuel Colt, Cyrus Hall McCormick, Joseph Saxton, Charles Goodyear, Peter Cooper, Jordan Lawrence Mott, Joseph Henry, Eliphalet Nott, John Ericsson, Frederick Sickels, Samuel F. B. Morse, Henry Burden, Richard March Hoe, Erastus Bigelow, Isaiah Jennings, Thomas Blanchard, Elias Howe. V pozadí na zdi visí namalovaný portrét Benjamina Franklina.

## Citát
| „ | Bůh stvořil muže silné a muže slabé, a já jsem ten rozdíl vyrovnal. | “ |